# Emmanuel-Gletscher
Der Emmanuel-Gletscher ist ein Gletscher im ostantarktischen Viktorialand. In der Royal Society Range fließt er vom Mount Lister nordwestwärts zwischen dem Table Mountain und den Cathedral Rocks zum Ferrar-Gletscher.
Teilnehmer der vom britischen Polarforscher Robert Falcon Scott geleiteten Terra-Nova-Expedition (1910–1913) benannten ihn nach dem Emmanuel College der University of Cambridge.